# Dyscia fusca
Dyscia fusca là một loài bướm đêm trong họ Geometridae.